# Rendfokozat
A rendfokozat az egyes (főleg fegyveres) szervezeteknél a szolgálati rendben elfoglalt helyet kifejező besorolás. A rendfokozatok az adott fegyveres testületnél rendszert alkotnak (rendfokozati rendszer).

## A magyar jogrendben
Magyarországon a rendfokozat a fegyveres erőnél (Magyar Honvédség), a rendvédelmi szerveknél (rendőrség, büntetés-végrehajtási szervezet, katasztrófavédelem) és a nemzetbiztonsági szolgálatoknál alkalmazott, törvény által szabályozott – a szolgálati beosztással egységben –, a szolgálati rendben elfoglalt helyet kifejező besorolás. A Nemzeti Adó- és Vámhivatal (hivatásos állományú tagjai, pénzügyőrei), illetve az Országgyűlési Őrség, amelyek ugyan nem rendvédelmi szervek, hanem központi költségvetési szervek, azonban rendvédelmi és fegyveres feladatokat is ellátnak, ugyancsak alkalmazzák az előbb felsorolt szervek/szervezetekhez hasonló rendfokozatokat. A 2007. december 31-én megszűnt határőrségnél szintén rendfokozati rendszer volt érvényben.
A rendfokozat kifejezi az állomány tagjának állománycsoportba tartozását, részben alá–fölérendeltségi viszonyát, ami – az elfoglalt beosztástól függően – meghatározott jogokkal és kötelezettségekkel jár együtt. A tényleges állományú tiszti és az afeletti csoportok (főtisztek, tábornokok) a rendfokozat megnevezésével együttesen, azelőtt alkalmazhatnak végzettségnek megfelelő szakbeosztási jelzőt mind szóban, mind írásban (pl. mérnök főhadnagy, orvos dandártábornok), a tartalékosoknak és a nyugállományúaknak pedig állományviszonyukat kötelezően meg kell jelölniük (pl. tartalékos mérnök százados, nyugállományú orvos alezredes).
- 1996. évi XLIII. törvény a fegyveres szervek hivatásos állományú tagjainak szolgálati viszonyáról Archiválva 2017. március 18-i dátummal a Wayback Machine-ben (2015. július 1-jével hatályát vesztette.)
- 2001. évi XCV. törvény a Magyar Honvédség hivatásos és szerződéses állományú katonáinak jogállásáról Archiválva 2020. november 4-i dátummal a Wayback Machine-ben
- 137/2024. (VI. 28.) Korm. rendelet
- 2013. évi XCVII. törvény a honvédségi adatkezelésről, az egyes honvédelmi kötelezettségek teljesítésével kapcsolatos katonai igazgatási feladatokról – Hvt.

## Rendfokozati jelzések fajtái
- Váll-lap
- Tépőzáras rendfokozatjelzés (gyakorlóegyenruhán, karon vagy mellrészen viselésre)
- Vállszalagra varrott jelzés (tiszteseknél)
- Paroli (hajtóka)[10]
- Sapkajelzés
- Kar-rendfokozati-jelzés (posztóköpenyen)

Magyarországon a honvédség, a rendvédelmi szervek (rendőrség, büntetés-végrehajtás és a katasztrófavédelem), továbbá a  és az Országgyűlési Őrség rendfokozatai formailag megegyeznek egymással. Eltérés csak a rendfokozatok megjelenésében, a váll-lap és a paroli alaplap színében van: a paroli színe a honvédségen belül a fegyvernemtől függ, például vörös a tüzéreké; kék a Rendőrségé, a Nemzeti Adó- és Vámhivatal hivatásosainak, illetve a megszűnt Határőrségé zöld, lila a büntetés-végrehajtásé, vörös  a katasztrófavédelemé. Továbbá eltérés van a katonai rendfokozatokat kiegészítő jelzésrendszerekben is, a honvédség rendfokozati jelzéseinek alakja (pl. galléron hordott) eltérhet a többi fegyveres szervnél használttól. A rendőrség hímzett váll-lapjain és tépőzáras jelzésein – sematikusan – a testület címere is szerepel.

## Katonai rendfokozatok

### A rendfokozatok története
A mai értelemben vett katonai rendfokozatok kialakulása és a ranglétra megjelenése a 17–18. században, a tömeghadseregek megjelenésének időszakára tehető, bár rendszeresítésük hosszú évek alatt alakult ki. A magyar rendfokozati megnevezésekben elsősorban a német, ill. a francia hatás érződik.
A 18. századi haderőben a legkisebb bajtársi közösség a táborozáshoz és a főzéshez szükséges felszereléssel közösen rendelkező háromfős, általában egy öreg katonából és két újoncból álló pajtásság volt. Három pajtásság együtt alkotott egy tizedalját. Általában hat-tíz tizedaljából szerveztek egy századot, ahogyan akkor nevezték: kompániát. A kompánia volt az ezreden belüli gazdálkodási alapegység a gyalogságnál és a lovasságnál is.
Harcászati alapköteléknek viszont már a két vagy több századból szervezett gyalogzászlóaljat és lovasságot tekintették. Ennek példájára gyakrabban vontak össze két vagy több ezredet, egy-egy jelentősebb hadjárati cél megvalósítását megelőzően, az így létesített nagyobb kötelék korabeli elnevezése brigádia (mai kifejezéssel: dandár) volt. Több brigádiából szerveztek azután egy-egy hadoszlopot vagy tábort anélkül, hogy a ma ismeretes magasabbegység-fogalmat még használták volna.

#### Tisztesek (őrvezető, tizedes, szakaszvezető)
A pajtásság vezetőjének tekintett öreg katonára még nem alkalmazták a jóval későbbi őrvezető rendfokozatot, és még nem vették át az ugyancsak évtizedek múlva megszületett, a szolgálatmentességre utaló német Gefreiter megnevezést sem. Létezett viszont a tizedalja élén álló katona rendfokozati megnevezése: már a korabeli magyar kifejezéssel is tizedes. A francia caporal, német Korporal átvétele a magyarított káplár szóalakban ugyancsak későbbi idegen befolyás eredménye volt.

#### Altisztek (Tiszthelyettesek) (őrmester, törzsőrmester, főtörzsőrmester)
Az ezred belrendjéért felelős strázsamester altiszti rendfokozata hamarosan beosztáshoz is kapcsolódott. Mind gyakrabban került sor egy félszázad harcfeladattal való megbízására. A félszázadból kialakult szervezési egységként a szakasz, és ennek élére került a strázsamester, a későbbi őrmester. Majd a kialakult törzskar mellett kisegítő tevékenységet végző őrmesterek megkülönböztetésére a törzsőrmester, a rangidősséget is jelző főtörzsőrmester, parancsnoksági főtörzsőrmester, később a hadsereg főtörzsőrmester rendfokozatok.

#### Zászlósok (zászlós, törzszászlós, főtörzszászlós)
Az őrmesterhez hasonlatosan vált rendfokozattá egy korábbi állandó megbízatás. A század zászlójának, a lovasságnál kornétájának őrzése a zászlótartó, a kornétás feladata volt. Miután őt táborozáskor egyre gyakrabban bevonta a hadnagy a kiképzés feladatába, állandósult legalsó tiszti rendfokozatként a zászlós, valamint a kornétás fogalom. Az idők folyamán a hadseregek méretének növekedésével az őrmesterekhez hasonlatosan a törzszászlósi rendfokozat is megjelent, a zászlósi csoport pedig a tiszti és a tiszthelyettesi rendfokozat közé csúszott le. A franciáknál és a befolyási övezetükbe tartozó hadseregeknél hasonló lett az adjutáns, a segédtiszt. Ő eredetileg a parancsnok mellé beosztott alacsonyabb rendfokozatú tiszt, aki szervezési, ellenőrzési és adminisztratív feladatokat lát el. Beosztásból a zászlósi csoport rendfokozatává vált. 1993-tól Magyarországon főtörzszászlós rendfokozat is létezik.

#### Tisztek (hadnagy, főhadnagy, százados)
A századoknál a kiképzés a kapitány mellé beosztott hadnagy feladata volt, a francia lieutenant és a német Leutnant egyaránt a „helyettes” értelemben vett latin locumtenens (helytartó: locus – hely, tenere – tart) szóra vezethető vissza. A hadnagyoknál is megjelent a finomodás, a rangidős főhadnagy és az egyes hadseregeknél bevezetett sub-lieutenant – alhadnagy – rendfokozatok megjelenésével.
A gyalog- és lovaskompánia élén álló személy rendfokozati megnevezése magyarul egységesen kapitány volt, míg a német megkülönböztette a Hauptmann és Rittmeister szóalakkal. A magyar százados ugyancsak későbbi nyelvi képződmény.

#### Főtisztek (őrnagy, alezredes, ezredes)
Az ezrede belrendjéért és a kiképzéséért felelős tiszt megnevezése főstrázsamester volt, és csak a 18. század közepétől kezdték őt magyarul őrnagynak nevezni. Mindkét megnevezésben az egykori alapfeladat őrződött meg: a strázsa, azaz az őrség felállításának, vezénylésének és ellenőrzésének feladata. A külföldi hadseregeknél a latin maior – nagyobb – szóból származtatják a megnevezését.
A többi rendfokozatnál még átfedés volt a beosztás és a rang között. Mivel az ezredparancsnok jogai egy részét távollétében átruházhatta, megjelent az ezredeknél a helyettes vagy vezénylő ezredes. Ha az ezredparancsnok az alakulatánál tartózkodott, akkor is igénybe vett segítséget parancsnoki jogköre gyakorlásakor. Ezt nevezték korabeli szóhasználattal viceóbesternek, és ez vált az alezredesi rendfokozattá.
Az ezredest a Rákóczi-szabadságharc alatt és után ezredeskapitánynak, majd a német Obrister, a későbbi Oberst szó átvételével mind gyakrabban óbesternek nevezték magyarul.

#### Tábornokok (dandártábornok, vezérőrnagy, altábornagy, vezérezredes, hadseregtábornok) és marsallok
A katonatömegek döntő hányada számára elérhetetlen messzeségben lévő felső hadvezetésben ugyancsak még formálódóban voltak a rendfokozatok a 17-18. században.
Az egy táborban elhelyezett, egy hadoszlopba beosztott két ezrednyi erő, a brigáda élére került hadvezért a francia, a spanyol és az angol nyelvterület a vezényelt formáció alapján brigadérosnak nevezte el, és a Rákóczi-szabadságharc hadserege is átvette ezt (de a brigadérost a kuruc hadseregben nem számították a tábornokok közé). Német nyelvterületen – a századnál tevékenykedő strázsamester, az ezredbeli főstrázsamester példájára – ezt a hadvezért generális-főstrázsamesternek kezdték nevezni, a 18. század végére ebből lett a vezérőrnagy. Mindkét tábornoki megnevezés egycsillagos kategóriát jelentett.
A Magyar Néphadseregben a vezérőrnagy rendfokozati jelzése volt az 1 csillag, majd a mai honvédségnél megjelent a dandártábornoki rendfokozat, és ez lett az „egycsillagos tábornok”.
A magasabb tábornoki rendfokozatok kialakulásában zavart okoznak a különböző hadseregeknél kialakult elnevezések. A hadműveletek élén az uralkodó távollétében álló hadvezérnek, majd az egyes hadszíntereken főparancsnoki beosztást betöltőknek is a német nyelvterületen alkalmazott Feldmarschall volt a megnevezése. Ez a magyar nyelvbe a tábornagy szóalakban került át, míg a francia és a spanyol hadseregben a rövidebb maréchall szó honosodott meg.
A hadvezéri rendfokozatok további alakulása a francia-spanyol régióban figyelhető meg. Az eredetileg helyettes tábornagy értelemben vett altábornagy került egy-egy önálló háborús feladatot kapott csoportosítás élére. Alárendeltségében egy-egy nagyobb tábornyi, több brigádából álló erő élére került hadvezér pedig a tábornok rendfokozatot nyerte el.
Német nyelvterületen ettől eltérően az eredetileg egy fegyvernem legfőbb elöljáróját jelentő gyalogsági tábornok, lovassági tábornok és – a kezdetben a tüzérségnél alkalmazott – táborszernagy rendfokozata következett a tábornagyé után. Az ugyancsak alkalmazott altábornagyi rendfokozat ennek következtében eggyel lejjebb csúszott, és a francia-spanyol tábornokkal került egy szintre.
Ugyanakkor a francia haderőkben a kezdetben az egyes fegyvernemek, majd a csapatnemek élére beosztott hadvezér megnevezésére használt és azonos típusú ezredek élén állókkal szembeni rangidősséget kifejező vezérezredesi rang rövid életűnek bizonyult, és akkor is főleg az uralkodó megbecsülését kifejező méltóság és nem igazi rendfokozat volt. A korabeli Magyarországon (18. század) ez még visszhangra sem lelt.
A magyar köznyelv ebből a kortársak nagy része számára átláthatatlan rendszerből úgy talált kiutat, hogy a hadvezéreket egységesen, megkülönböztetés nélkül, generálisnak nevezte. A 19. századra alakult ki a francia hadseregben a tábornokoknál a vezényelt magasabbegységet jelző rendfokozati megkülönböztetés: dandártábornok, hadosztálytábornok, hadtesttábornok és hadseregtábornok. Más hadseregekben általában a dandártábornok (Brigadier General) 1 csillagos, a vezérőrnagy (Major General) 2 csillagos, az altábornagy (Lieutenant General) 3 csillagos, a vezérezredes, vagy tábornok (General) 4 csillagos és hadseregtábornok (General of the Army, Generalfeldmarschall) 5 csillagos rendfokozati jelzéssel alakult ki (ahol minél több a csillag, annál magasabb a rendfokozat).
A szovjet hadseregben viszont az 1940-ben bevezetett tábornoki rendfokozatok a vezérőrnagy, altábornagy, vezérezredes és hadseregtábornok voltak, eredetileg egy, kettő, három és négy csillaggal jelölve. Egyes fegyvernemeknél a hadseregtábornok megfelelője a fegyvernemi marsall (tüzérségi marsall, a légierő marsallja stb.) volt, váll-lapján egy nagy csillaggal, és 1974-től ehhez igazodott a hadseregtábornoki rangjelzés is. Tulajdonképpen ötödik tábornoki rendfokozat volt az 1935-ben létrehozott a Szovjetunió marsallja rang, a fegyvernemi marsallok fölötti szintet pedig a fegyvernemi főmarsalli rang jelentette. Előbbieknek speciális, a Szovjetunió címerét is tartalmazó rangjelzése volt, utóbbiak a marsalli rangjelzés díszesebb változatát kapták. A Szovjetunió marsalljai protokoll szerint magasabb rangúnak számítottak a fegyvernemi főmarsalloknál, de az utóbbiakat nem lehetett előléptetni az előbbi kategóriába, ilyen értelemben tehát egy fokozatba estek, és a Szovjetunió történetében csupán egyszer fordult elő, hogy egy hadseregtábornokot nem a Szovjetunió marsalljává, hanem fegyvernemi főmarsallá léptettek elő (e kivétel Vlagyimir Fjodorovics Tolubko volt, akit a stratégiai rakétacsapatok parancsnokaként hadseregtábornokként tüzérségi főmarsallá léptettek elő, 1983-ban).
Egyes hadseregeknél (például spanyol, francia, orosz) kialakult a legfőbb hadvezér megnevezésére egy-egy hadjáratnál mint kitüntető cím a generalisszimusz rendfokozat. A szovjet hadseregben viszont csak a második világháború után hozták létre e rendfokozatot Sztálin számára, akinek halála után nem töltötték be többet, majd 1993-ban el is törölték (már Oroszországban).

### A modern rendfokozati rendszer
A világ legtöbb haderejében a rendfokozatok három fő csoportra oszthatók: a tisztekre, a tiszthelyettesekre és a legénységre, vagy hosszabb, de lényegre törőbb néven a végrehajtó állományra (a magyar honvédségi rendszerben ez utóbbiak a tisztesek és a honvédek, matrózok, vagyis a közkatonák). A jelenlegi magyar rendvédelmi szerveknél a végrehajtó állomány tiszthelyettesekből áll.
A tiszti rendfokozatok további három részre bonthatók: a dandárszintű parancsnoklásért felelős tábornokokra, az ezred- és a zászlóaljszintű vezetéssel megbízott főtisztekre, valamint a század- és a szakaszszintű vezetéssel megbízott tisztekre.
Az angolszász országokban már régóta felismerték, és tudatosan építenek a jól szervezett és jól képzett tiszthelyettesekre (a magyar rendszerben ezek a zászlósok és az altisztek). Ahogyan az Egyesült Államok hadseregében hangoztatott mondás is tartja: „a tiszthelyettesek a hadsereg gerince”. Magyarország e tekintetben csak az utóbbi években kezdi ezt a szemléletmódot átvenni és alkalmazni, ennek során megerősítették a zászlósok szerepét (hadsereg-, dandár-, ezred-, századszintű vezénylőzászlós beosztások kialakításával). Az altisztekre hárul a legnagyobb felelősség a harci helyzetekben. Az irányításuk alatt szolgáló közkatonák csak jól képzett és jó képességekkel rendelkező altisztek közvetlen irányítása alatt tudják hatékonyan megoldani a kitűzött feladatokat.
Parancsnoki jogokkal nem rendelkeznek a legénységi állományú katonák. Bár itt is léteznek különböző rendfokozati szintek, de ezek általában inkább csak jelzés értékűek, gyakorlatilag a fizetési besorolást és a betölthető beosztásokat határozzák meg.

### Magyar katonai rendfokozatok
Magyarországon az állomány két elkülönülő csoportot alkot: legénységi állományú és tiszti állományú (tisztikar). Hagyományosan a tiszti rendfokozatok az alhadnagynál kezdődtek. 

#### A Magyar Királyi Honvédség rendfokozatai (1919-1945)
Külön jelölték az önkéntesi rendfokozatot, ezek voltak a karpaszományosok. Azok, akik egyetemi végzettséggel rendelkeztek, de nem volt előzetes katonai kiképzésük, tiszteletbeli karpaszományos őrvezetői rendfokozatot viseltek.
| Rendfokozat                                                                                                 | Magyar Királyi Honvédség jelzés zubbony hajtókán | Magyar Királyi Honvédség jelzés posztóköpenyen | Magyar Királyi Honvéd Folyami Erők jelzés posztóköpenyen | Magyar Királyi Honvéd Légierő jelzés vállapon |
| Legénységi állomány                                                                                         | Legénységi állomány                              | Legénységi állomány                            | Legénységi állomány                                      |                                               |
| --- | ------------------------------------------------ | ---------------------------------------------- | -------------------------------------------------------- | --------------------------------------------- |
| Honvéd/Folyamőr/Repülős                                                                                     |                                                  |                                                |                                                          |                                               |
| Őrvezető/Őrvezető/Őrvezető                                                                                  |                                                  |                                                |                                                          |                                               |
| Tizedes/Tizedes/Tizedes                                                                                     |                                                  |                                                |                                                          |                                               |
| Szakaszvezető/Szakaszvezető/Szakaszvezető                                                                   |                                                  |                                                |                                                          |                                               |
| Altisztek                                                                                                   |                                                  |                                                |                                                          |                                               |
| Őrmester/Hajómester/Őrmester                                                                                |                                                  |                                                |                                                          |                                               |
| Törzsőrmester/Törzshajómester/Törzsőrmester                                                                 |                                                  |                                                |                                                          |                                               |
| Tiszthelyettes (1941. június 29-ig) Főtörzsőrmester (1941. június 29-től)/Főtörzshajómester/Főtörzsőrmester |                                                  |                                                |                                                          |                                               |
| Tisztvárományos                                                                                             |                                                  |                                                |                                                          |                                               |
| Alhadnagyhelyettes (1943–1944. november 2.)                                                                 |                                                  |                                                |                                                          |                                               |
| Zászlóshelyettes (1943–1944. november 2.)                                                                   |                                                  |                                                |                                                          |                                               |
| Hadnagyhelyettes (1943–1944. november 2.)                                                                   |                                                  |                                                |                                                          |                                               |
| Alhadnagy/Alhajónagy/Alhadnagy                                                                              |                                                  |                                                |                                                          |                                               |
| Zászlós/Folyami zászlós/Zászlós                                                                             |                                                  |                                                |                                                          |                                               |
| Főtisztek                                                                                                   |                                                  |                                                |                                                          |                                               |
| Hadnagy/Hajónagy/Hadnagy                                                                                    |                                                  |                                                |                                                          |                                               |
| Főhadnagy/Föhajónagy/Főhadnagy                                                                              |                                                  |                                                |                                                          |                                               |
| Százados/Kapitány/Százados                                                                                  |                                                  |                                                |                                                          |                                               |
| Törzstisztek                                                                                                |                                                  |                                                |                                                          |                                               |
| Őrnagy/Törzsalkapitány/Őrnagy                                                                               |                                                  |                                                |                                                          |                                               |
| Alezredes/Törzskapitány/Alezredes                                                                           |                                                  |                                                |                                                          |                                               |
| Ezredes/Fötörzskapitány/Ezredes                                                                             |                                                  |                                                |                                                          |                                               |
| Tábornokok                                                                                                  |                                                  |                                                |                                                          |                                               |
| Tábornok (1941. június 29-ig) Vezérőrnagy (1941. június 29-től)/Vezérkapitány/Vezérőrnagy                   |                                                  |                                                |                                                          |                                               |
| Altábornagy/Vezérfökapitány/Altábornagy                                                                     |                                                  |                                                |                                                          |                                               |
| Fegyvernemi tábornok (1941. június 29-ig) Vezérezredes (1941. június 29-től)                                |                                                  |                                                |                                                          |                                               |
| Tábornagy                                                                                                   |                                                  |                                                |                                                          |                                               |

#### A Magyar Néphadsereg rendfokozatai (1951–1990)
A Magyar Néphadsereg rendfokozati rendszerében nem alkalmazta sem a ma használt főtörzszászlósi sem a dandártábornoki fokozatot. Az első tábornoki rendfokozat a vezérőrnagyi, a legfelső a hadseregtábornoki volt.
| Rendfokozat             | Jelzés 1951 M egyenruhán | Jelzés 1958 M egyenruhán | Jelzés 1965 M egyenruhán | Jelzés 1975 M egyenruhán |
| Rendfokozat nélkül      | Rendfokozat nélkül       | Rendfokozat nélkül       | Rendfokozat nélkül       | Rendfokozat nélkül       |
| ----------------------- | ------------------------ | ------------------------ | ------------------------ | ------------------------ |
| Honvéd, határőr, matróz |                          |                          |                          |                          |
| Tisztesek               |                          |                          |                          |                          |
| Őrvezető                |                          |                          |                          |                          |
| Tizedes                 |                          |                          |                          |                          |
| Szakaszvezető           |                          |                          |                          |                          |
| Tiszthelyettesek        |                          |                          |                          |                          |
| Őrmester                |                          |                          |                          |                          |
| Törzsőrmester           |                          |                          |                          |                          |
| Főtörzsőrmester         |                          |                          |                          |                          |
| Altisztek               |                          |                          |                          |                          |
| Zászlós                 |                          |                          |                          |                          |
| Törzszászlós            |                          |                          |                          |                          |
| Tisztek                 |                          |                          |                          |                          |
| Alhadnagy               |                          |                          |                          |                          |
| Hadnagy                 |                          |                          |                          |                          |
| Főhadnagy               |                          |                          |                          |                          |
| Százados                |                          |                          |                          |                          |
| Főtisztek               |                          |                          |                          |                          |
| Őrnagy                  |                          |                          |                          |                          |
| Alezredes               |                          |                          |                          |                          |
| Ezredes                 |                          |                          |                          |                          |
| Tábornokok              |                          |                          |                          |                          |
| Vezérőrnagy             |                          |                          |                          |                          |
| Altábornagy             |                          |                          |                          |                          |
| Vezérezredes            |                          |                          |                          |                          |
| Hadseregtábornok        |                          |                          |                          |                          |

#### A Munkásőrség rendfokozatai (1957–1989)
A Munkásőrség a levert 1956-os forradalom után, a szocialista hatalmi rendszer támogatására Magyarországon létrehozott, közvetlen pártirányítás alatt álló félkatonai szervezet volt.

##### Törzs beosztási jelzések
| Megnevezés                      | Jelzés |
| ------------------------------- | ------ |
| Beosztott állomány              |        |
| Egységtörzs állomány            |        |
| Egységtörzs munkatárs III.      |        |
| Egységtörzs munkatárs II.       |        |
| Egységtörzs munkatárs I.        |        |
| Törzscsoport közvetlen állomány |        |
| Törzscsoport munkatárs          |        |
| Szolgálatvezető                 |        |
| Csoportvezető                   |        |
| Kapuügyeletes                   |        |
| Főügyeletes-helyettes           |        |
| Főügyeletes                     |        |
| Főrevizor                       |        |

##### Parancsnoki beosztási jelzések
| Megnevezés                           | Jelzés |
| ------------------------------------ | ------ |
| Beosztott munkásőr állomány          |        |
| Rajparancsnok                        |        |
| Szakaszparancsnok-helyettes          |        |
| Szakaszparancsnok                    |        |
| Század szolgálatvezető               |        |
| Beosztott századparancsnok-helyettes |        |
| Szolgálatvezető                      |        |
| Egységparancsnok-helyettes           |        |
| Egységparancsnok                     |        |
| Csoportvezető főtiszt                |        |
| Parancsnok-helyettes                 |        |
| Parancsnok                           |        |
| Országos parancsnok-helyettes        |        |
| Országos parancsnok                  |        |

#### A Magyar Honvédség rendfokozatai (1990–)
A Magyar Honvédségnél és a Magyar Légierőnél jelenleg az alábbi rendfokozatok vannak rendszeresítve. A 2007. december 31-én megszűnt Magyar Határőrségnél ugyanezek a rendfokozatok voltak érvényben. A rendfokozatokat a honvédek jogállásáról szóló 2012. évi CCV. törvény I. melléklete sorolja fel.
Ezek a rendfokozati jelzések 1999. március 12-én, Magyarország NATO-taggá válásának napján léptek érvénybe. Főbb változások: zöld alapszín, minden rendfokozatban hímzett szegély, és hímzett hatágú csillag.
A Nemzeti Közszolgálati Egyetem katonai hallgatóinak rendfokozati jelzései zöld színű alaplapon arany pont és az évfolyamnak megfelelő számú, a rövid oldaléllel párhuzamos arany sáv („gerenda”).
Az MH Altiszti Akadémia hallgatóinak rendfokozati jelzései zöld színű alaplapon ezüst pont, és az egyéves hallgatói viszonyt jelképező, rövid, oldaléllel párhuzamos ezüst sáv („gerenda”).
Az amerikai és brit rendfokozatoknak a megfelelője a NATO-kód szerint van megadva.
| Rendfokozat                                                         | Jelzés 1965/1993 M társasági és köznapi egyenruhán | Jelzés 1993 M társasági és köznapi egyenruhán | Jelzés 1995 M hadihajós társasági és köznapi egyenruhán | Jelzés gyakorló egyenruhán | Rövidítés          | Brit szárazföldi haderő rendfokozati megfelelője          | Jelzés             | Amerikai szárazföldi haderő rendfokozati megfelelője                                        | Jelzés | NATO-kód                                       |
| Rendfokozat nélkül                                                  | Rendfokozat nélkül                                 | Rendfokozat nélkül                            | Rendfokozat nélkül                                      | Rendfokozat nélkül         | Rendfokozat nélkül | Rendfokozat nélkül                                        | Rendfokozat nélkül |                                                                                             |        |                                                |
| ------------------------------------------------------------------- | -------------------------------------------------- | --------------------------------------------- | ------------------------------------------------------- | -------------------------- | ------------------ | --------------------------------------------------------- | ------------------ | ------------------------------------------------------------------------------------------- | ------ | ---------------------------------------------- |
| Közkatona (Honvéd)                                                  |                                                    |                                               |                                                         |                            | kk.                | Private (Pte)                                             |                    | Private (PVT) (E-1)                                                                         |        | OR-1                                           |
| Tisztesek / Junior Non-Commissioned Officers                        |                                                    |                                               |                                                         |                            |                    |                                                           |                    |                                                                                             |        |                                                |
| Őrvezető                                                            |                                                    |                                               |                                                         |                            | őrv.               | Private (Pte)                                             |                    | Private (PV2) (E-2)                                                                         |        | OR-2                                           |
| Tizedes                                                             |                                                    |                                               |                                                         |                            | tiz.               | Lance-Corporal (L/Cpl) és Lance Bombardier (L/Bdr)        |                    | Private First Class (PFC) (E-3)                                                             |        | OR-3                                           |
| Szakaszvezető                                                       |                                                    |                                               |                                                         |                            | szkv.              | Corporal (Cpl) és Bombardier (Bdr)                        |                    | Corporal (CPL) (E-4) Specialist (SPC) (E-4)                                                 |        | OR-4                                           |
| Altisztek (2012.01-ig Tiszthelyettesek) / Non-Commissioned Officers |                                                    |                                               |                                                         |                            |                    |                                                           |                    |                                                                                             |        |                                                |
| Őrmester                                                            |                                                    |                                               |                                                         |                            | őrm.               | Sergeant                                                  |                    | Sergeant (SGT) (E-5)                                                                        |        | OR-5                                           |
| Törzsőrmester                                                       |                                                    |                                               |                                                         |                            | tőrm.              | Sergeant (Sgt)                                            |                    | Staff Sergeant (SSG) (E-6)                                                                  |        | OR-6                                           |
| Főtörzsőrmester                                                     |                                                    |                                               |                                                         |                            | ftőrm.             | Staff Sergeant (S/Sgt) és Colour Sergeant (C/Sgt)         |                    | Sergeant First Class (SFC) (E-7)                                                            |        | OR-7                                           |
| Zászlósok / Warrant Officers                                        |                                                    |                                               |                                                         |                            |                    |                                                           |                    |                                                                                             |        |                                                |
| Zászlós                                                             |                                                    |                                               |                                                         |                            | zls.               | Warrant Officer Class Two (WO2) és Quartermaster Sergeant |                    | Warrant Officer 1 (WO1)                                                                     |        | OR-8 (US Army WO1)                             |
| Törzszászlós                                                        |                                                    |                                               |                                                         |                            | tzls.              | Warrant Officer Class Two (WO2)                           |                    | Chief Warrant Officer 2 (CW2)                                                               |        | OR-8 (US Army WO2)                             |
| Főtörzszászlós                                                      |                                                    |                                               |                                                         |                            | ftzls.             | Warrant Officer Class 1 (WO1) és Conductor (Cdr)          |                    | Chief Warrant Officer 3 (CW3); Chief Warrant Officer 4 (CW4); Chief Warrant Officer 5 (CW5) |        | OR-9 (US Army WO3) (US Army WO4) (US Army WO5) |
| Tisztek / Officers                                                  |                                                    |                                               |                                                         |                            |                    |                                                           |                    |                                                                                             |        |                                                |
| Hadnagy                                                             |                                                    |                                               |                                                         |                            | hdgy.              | Second Lieutenant (2Lt)                                   |                    | Second Lieutenant (2LT)                                                                     |        | OF-1                                           |
| Főhadnagy                                                           |                                                    |                                               |                                                         |                            | fhdgy.             | Lieutenant (Lt)                                           |                    | First Lieutenant (1LT)                                                                      |        | OF-1                                           |
| Százados                                                            |                                                    |                                               |                                                         |                            | szds.              | Captain (Capt)                                            |                    | Captain (CPT)                                                                               |        | OF-2                                           |
| Főtisztek / Senior Officers                                         |                                                    |                                               |                                                         |                            |                    |                                                           |                    |                                                                                             |        |                                                |
| Őrnagy                                                              |                                                    |                                               |                                                         |                            | őrgy.              | Major (Maj)                                               |                    | Major (MAJ)                                                                                 |        | OF-3                                           |
| Alezredes                                                           |                                                    |                                               |                                                         |                            | alez.              | Lieutenant Colonel (Lt Col)                               |                    | Lieutenant Colonel (LTC)                                                                    |        | OF-4                                           |
| Ezredes                                                             |                                                    |                                               |                                                         |                            | ezds.              | Colonel (Col)                                             |                    | Colonel (COL)                                                                               |        | OF-5                                           |
| Tábornokok / Generals                                               |                                                    |                                               |                                                         |                            |                    |                                                           |                    |                                                                                             |        |                                                |
| Dandártábornok                                                      |                                                    |                                               |                                                         |                            | ddtbk.             | Brigadier (Brig)                                          |                    | Brigadier General (BG)                                                                      |        | OF-6                                           |
| Vezérőrnagy                                                         |                                                    |                                               |                                                         |                            | vőrgy.             | Major General (Maj Gen)                                   |                    | Major General (MG)                                                                          |        | OF-7                                           |
| Altábornagy                                                         |                                                    |                                               |                                                         |                            | altbgy.            | Lieutenant General (Lt Gen)                               |                    | Lieutenant General (LTG)                                                                    |        | OF-8                                           |
| Vezérezredes                                                        |                                                    |                                               |                                                         |                            | vezds.             | General (Gen)                                             |                    | General (GEN)                                                                               |        | OF-9                                           |
| Hadseregtábornok (tábornagy)                                        |                                                    |                                               |                                                         |                            | MH-ban nincs       | Field Marshal (FM)                                        |                    | GENERAL OF THE ARMY (GOA)                                                                   |        | OF-10 Special                                  |
| Hadseregek tábornoka (marsall)                                      |                                                    |                                               |                                                         |                            | MH-ban nincs       |                                                           |                    | GENERAL OF THE ARMIES (GAS)                                                                 |        | OF-11 special                                  |

### Haditengerészeti rendfokozatok
A világ különböző országainak haditengerészeteinél alkalmazott rendfokozati rendszerek kisebb-nagyobb mértékben különböznek egymástól, de általános értelemben az alábbi rendszer állítható fel:
| Matrózok (Tisztesek)                |
| Altisztek (Tiszthelyettesek)        |
| Tisztek                             |
| Korvetthadnagy (Hadnagy)            |
| Fregatthadnagy (Főhadnagy)          |
| Sorhajóhadnagy (Százados)           |
| Főtisztek                           |
| Korvettkapitány (Őrnagy)            |
| Fregattkapitány (Alezredes)         |
| Sorhajókapitány (Ezredes)           |
| Tengernagyok                        |
| Flotillatengernagy (Dandártábornok) |
| Ellentengernagy (Vezérőrnagy)       |
| Altengernagy (Altábornagy)          |
| Tengernagy (Vezérezredes)           |

A matróz (tengerész) és az altiszti rendfokozat jellemzően több szintű. A Kanadai Haditengerészetnél például négy, a Brit és az Amerikai Haditengerészetnél viszont háromszintű a matróz rendfokozat. Az altiszti rendfokozatok esetében is különböző szinteket alkalmaznak.
Magyarországon haditengerészet nem létezik, csak a nagyobb folyamokon rendszeresítették a Honvéd Folyami Flottillát. A flottillát 2001-ben összevonták a tűzszerész alakulattal (amúgy is egy laktanyában éltek egymás mellett a háború óta), ettől kezdve MH 1. Honvéd Tűzszerész és Hadihajós Ezred alegységeként folytatta tevékenységét. A további haderő-átalakítások következtében az ezredet leépítették, 2007. március 1-jétől a neve MH 1. Honvéd Tűzszerész és Hadihajós Zászlóalj. Ez az egység is teljes egészében a Honvédségnél rendszeresített rendfokozatokat használja, egy kivétellel: a honvéd, vagy ’’rendfokozat nélküli’’ kategóriának a matróz felel meg.

## Magyar rendvédelmi szervek rendfokozatai

### A Rendőrség rendfokozatai
A Rendőrségnél alkalmazott legalacsonyabb rendfokozat az őrmester, a rendészeti szakközépiskolát végzett tiszthelyettesek ebben a rendfokozatban kezdik meg szolgálatukat. A rendőrtisztek képzése 2012. január 1-je óta a Nemzeti Közszolgálati Egyetemen folyik, mivel ennek egyik karává vált a Rendőrtiszti Főiskola. Az innen kikerülő rendőrök hadnagyi rendfokozatot kapnak.
Rendfokozatok – a Magyar Rendőrség hivatalos honlapján

### A Katasztrófavédelem rendfokozatai
A magyar Tűzoltóság 2012. április 1-jével integrálódott a Katasztrófavédelem szervezetébe. A hivatásos állományának rendfokozati rendszere a tiszthelyettesi rendfokozatokkal kezdődik. Tisztesi rendfokozatok már itt sincsenek, hasonlóan a rendőrséghez.
A rendfokozatok beosztáshoz kötöttek, minden beosztásnak van rendfokozati maximuma.
A katasztrófavédelemnél a tiszthelyettesi állománykategóriába tartoznak a beosztott tűzoltók és gépkocsivezetők. A különleges szerkezelői, szerparancsnoki, műveletirányító referensi (és még sok egyéb beosztást) látnak el a zászlósok. Tiszti beosztások: szolgálatparancsnok, rajparancsnok, előadók, osztályvezetők, tűzoltóparancsnok és parancsnok-helyettes, felügyelők, műveletirányító főelőadók, főügyeletesek, és még sok egyéb más.
A rendfokozatok megegyeznek a Rendőrség rendfokozataival azzal az eltéréssel, hogy a rendfokozati jelzés alapszíne vörös, amelyet arany vagy ezüst szegély övez, és tartalmazza a Katasztrófavédelem címerét is. Rövidítéseik szintén megegyeznek a katonai és rendőri rendfokozatok rövidítéseivel, csak itt a tű. (mint tűzoltó) rövidítést írják elé. (például tűzoltó őrmester = tű. őrm.).

### A Büntetés-végrehajtási szervezet rendfokozatai
A Büntetés-végrehajtási szervezet rendfokozatai az előbbi rendvédelmi szervekhez hasonlóan épül fel, a lila alapszín kivételével. (A lila a katolikus egyház értelmezésében többek között a bűnbánat színe.)
A rendvédelmi szervek egyenruházattal történő ellátását a büntetés-végrehajtási szervezeten belül a Bv. Holding Kft. végzi (így többek között a különböző rendfokozati jelzések készítését is), mely feladat elvégzésére a fogvatartottakat alkalmazzák.
| Rendfokozat      | Rendőrség | Katasztrófavédelem                                 | Büntetés-végrehajtás                               |
| Tiszthelyettesek | Tiszthelyettesek | Tiszthelyettesek                                   | Tiszthelyettesek                                   |
| ---------------- | --- | -------------------------------------------------- | -------------------------------------------------- |
| őrmester         | |                                                    |                                                    |
| törzsőrmester    | |                                                    |                                                    |
| főtörzsőrmester  | |                                                    |                                                    |
| Zászlósok        | |                                                    |                                                    |
| zászlós          | |                                                    |                                                    |
| törzszászlós     | |                                                    |                                                    |
| főtörzszászlós   | |                                                    |                                                    |
| Tisztek          | |                                                    |                                                    |
| hadnagy          | |                                                    |                                                    |
| főhadnagy        | |                                                    |                                                    |
| százados         | |                                                    |                                                    |
| Főtisztek        | |                                                    |                                                    |
| őrnagy           | |                                                    |                                                    |
| alezredes        | |                                                    |                                                    |
| ezredes          | |                                                    |                                                    |
| Tábornokok       | |                                                    |                                                    |
| dandártábornok   | |                                                    |                                                    |
| vezérőrnagy      | |                                                    |                                                    |
| altábornagy      | |                                                    |                                                    |
| vezérezredes     | Hagyományosan katonai rendfokozat, nem volt kiosztva. 2013. 07. 03-tól Pintér Sándor belügyminiszter nyugállományban viseli. | Nincs kiosztva, hagyományosan katonai rendfokozat. | Nincs kiosztva, hagyományosan katonai rendfokozat. |

## Államvédelmi Hatóság(ÁVH) rendfokozatai
Az ÁVH-t vezető Péter Gábor két különböző parancsával előbb (1951. augusztus 20-i hatállyal) a tiszti, főtiszti és tábornoki, később (1952. április 15-i hatállyal) a sor- és továbbszolgáló, tiszt alatti állománykategóriák esetében rendszeresített egységes váll-lap típusokat a Belső Karhatalom és az 1950. január 1-től az ÁVH-ba betagozódó Határőrség számára (előbbinek egységesen kék, utóbbinak zöld fegyvernemi színnel, amelyek megjelentek a váll-lapok és a tányérsapka álló részének színezetében is).
| Rendfokozat                           | Jelzés              | Jelzés              | Jelzés              | Jelzés              |
| Rendfokozat                           | Belső Karhatalom    | Belső Karhatalom    | Határőrség          | Határőrség          |
| Rendfokozat                           | sorállomány         | továbbszolgáló      | sorállomány         | továbbszolgáló      |
| Rendfokozat nélküli                   | Rendfokozat nélküli | Rendfokozat nélküli | Rendfokozat nélküli | Rendfokozat nélküli |
| ------------------------------------- | ------------------- | ------------------- | ------------------- | ------------------- |
| államvédelmi őr/határőr               |                     |                     |                     |                     |
| Tisztesek                             |                     |                     |                     |                     |
| őrvezető                              |                     |                     |                     |                     |
| tizedes                               |                     |                     |                     |                     |
| szakaszvezető                         |                     |                     |                     |                     |
| Tiszthelyettesek (hivatásos állomány) |                     |                     |                     |                     |
| őrmester                              |                     |                     |                     |                     |
| törzsőrmester                         |                     |                     |                     |                     |
| főtörzsőrmester                       |                     |                     |                     |                     |
| Tisztek (hivatásos állomány)          |                     |                     |                     |                     |
| alhadnagy                             |                     |                     |                     |                     |
| államvédelmi/határőr hadnagy          |                     |                     |                     |                     |
| államvédelmi/határőr főhadnagy        |                     |                     |                     |                     |
| államvédelmi/határőr százados         |                     |                     |                     |                     |
| Főtisztek (hivatásos állomány)        |                     |                     |                     |                     |
| államvédelmi/határőr őrnagy           |                     |                     |                     |                     |
| államvédelmi/határőr alezredes        |                     |                     |                     |                     |
| államvédelmi/határőr ezredes          |                     |                     |                     |                     |
| Tábornokok (hivatásos állomány)       |                     |                     |                     |                     |
| államvédelmi vezérőrnagy              |                     |                     |                     |                     |
| államvédelmi altábornagy              |                     |                     |                     |                     |
| államvédelmi vezérezredes             |                     |                     |                     |                     |

## Nemzetbiztonsági szolgálatok rendfokozatai
Magyarországon a nemzetbiztonsági szolgálatok öt típusa működik, melyek személyi állományának hivatásos tagjaira szintén érvényes a fenti rendfokozati rendszer.

#### Polgári nemzetbiztonsági szolgálatok:
- Információs Hivatal
- Alkotmányvédelmi Hivatal
- Nemzetbiztonsági Szakszolgálat
- Nemzeti Információs Központ

A polgári nemzetbiztonsági szolgálatok tiszthelyettesi, zászlósi, tiszti, főtiszti állománycsoportú hivatásos tagjai szolgálati ellátásuk alatt polgári (civil) ruhát viselnek, így nem hordják a rendfokozatukat, míg a tábornoki beosztással rendelkezők hordhatnak a jogszabályban meghatározott alkalmakkor egyenruhát, így rendfokozatot is. A nemzetbiztonsági állomány tagja rendfokozatát a polgári nemzetbiztonsági szolgálathoz tartozásra utaló „nemzetbiztonsági” rendfokozati jelzővel együtt használja mind szóban, mind írásban. A rendfokozati jelző rövidítése „nb.” (pl. nb. őrmester).
| Rendfokozat      | Polgári nemzetbiztonsági szolgálatok |
| Tiszthelyettesek | Tiszthelyettesek                     |
| ---------------- | ------------------------------------ |
| őrmester         | Szolgálatellátás: polgári ruha       |
| törzsőrmester    | Szolgálatellátás: polgári ruha       |
| főtörzsőrmester  | Szolgálatellátás: polgári ruha       |
| Zászlósok        |                                      |
| zászlós          | Szolgálatellátás: polgári ruha       |
| törzszászlós     | Szolgálatellátás: polgári ruha       |
| főtörzszászlós   | Szolgálatellátás: polgári ruha       |
| Tisztek          |                                      |
| hadnagy          | Szolgálatellátás: polgári ruha       |
| főhadnagy        | Szolgálatellátás: polgári ruha       |
| százados         | Szolgálatellátás: polgári ruha       |
| Főtisztek        |                                      |
| őrnagy           | Szolgálatellátás: polgári ruha       |
| alezredes        | Szolgálatellátás: polgári ruha       |
| ezredes          | Szolgálatellátás: polgári ruha       |
| Tábornokok       |                                      |
| dandártábornok   |                                      |
| vezérőrnagy      |                                      |
| altábornagy      |                                      |
| vezérezredes     |                                      |

#### Katonai nemzetbiztonsági szolgálatok:
- Katonai Nemzetbiztonsági Szolgálat

A Katonai Nemzetbiztonsági Szolgálatnál (KNBSZ) a Magyar Honvédség hivatásos és szerződéses állományú katonái teljesítenek szolgálatot, így e szervezetre az előbbi fejezetben "A Magyar Honvédség rendfokozatai (1990–)"  felsorolt rendfokozati típusok az irányadóak.

## Nemzeti Adó- és Vámhivatal és az Országgyűlési Őrség rendfokozatai
| Rendfokozat      | Nemzeti Adó- és Vámhivatal (püőr.) | Országgyűlési Őrség (ogy.) |
| Tiszthelyettesek | Tiszthelyettesek                   | Tiszthelyettesek           |
| ---------------- | ---------------------------------- | -------------------------- |
| őrmester         |                                    |                            |
| törzsőrmester    |                                    |                            |
| főtörzsőrmester  |                                    |                            |
| Zászlósok        |                                    |                            |
| zászlós          |                                    |                            |
| törzszászlós     |                                    |                            |
| főtörzszászlós   |                                    |                            |
| Tisztek          |                                    |                            |
| hadnagy          |                                    |                            |
| főhadnagy        |                                    |                            |
| százados         |                                    |                            |
| Főtisztek        |                                    |                            |
| őrnagy           |                                    |                            |
| alezredes        |                                    |                            |
| ezredes          |                                    |                            |
| Tábornokok       |                                    |                            |
| dandártábornok   |                                    |                            |
| vezérőrnagy      |                                    |                            |
| altábornagy      |                                    |                            |

### Könyvek
- Brian L. Davies: Egyenruhák és rendfokozatok a NATO-ban (Zrínyi Kiadó, Budapest, 1999) ISBN 963-327-322-6

### Jogszabályok
- 2012. évi CCV. törvény a honvédek jogállásáról – 1. melléklet – Az állománycsoportok, a rendfokozati csoportok és a rendfokozatok Archiválva 2017. április 16-i dátummal a Wayback Machine-ben
- 2015. évi XLII. törvény a rendvédelmi feladatokat ellátó szervek hivatásos állományának szolgálati jogviszonyáról
- Az önkormányzati tűzoltóság legkisebb létszámáról, létesítményei és felszerelései minimális mennyiségéről, minőségéről és a szolgálat ellátásáról szóló 48/2011. (XII. 15.) BM rendelet
- A belügyminiszter irányítása alá tartozó egyes fegyveres szerveknél rendszeresített hivatásos beosztásokról és a betöltésükhöz szükséges követelményekről szóló 65/2011. (XII. 30.) BM rendelet Archiválva 2017. március 18-i dátummal a Wayback Machine-ben
- 43/2018. (VIII. 7.) ORFK utasítás az Öltözködési Szabályzatról